# Langer See (Flessenow)
Der Lange See ist ein Gewässer in der Gemarkung Flessenow der Gemeinde Dobin am See im Landkreis Ludwigslust-Parchim (Mecklenburg-Vorpommern). Er hat eine Größe von 9,3 Hektar und sein Wasserspiegel liegt durchschnittlich bei 38,5 m ü. NHN, und damit etwas über dem des benachbarten Schweriner Sees. Der Lange See hat keinen oberirdischen Zu- und Abfluss, er entwässert jedoch über das Moor „Triensee“ in den Schweriner See.
Am südöstlichen Ufer liegt der Wohnplatz Neu-Flessenow. Im Süden wird der See von einem breiten Erlenstreifen gesäumt, hinter dem sich offene Feldmark befindet. Die West- und Nordseite des Sees grenzt an ein Waldgebiet.